# Panmen

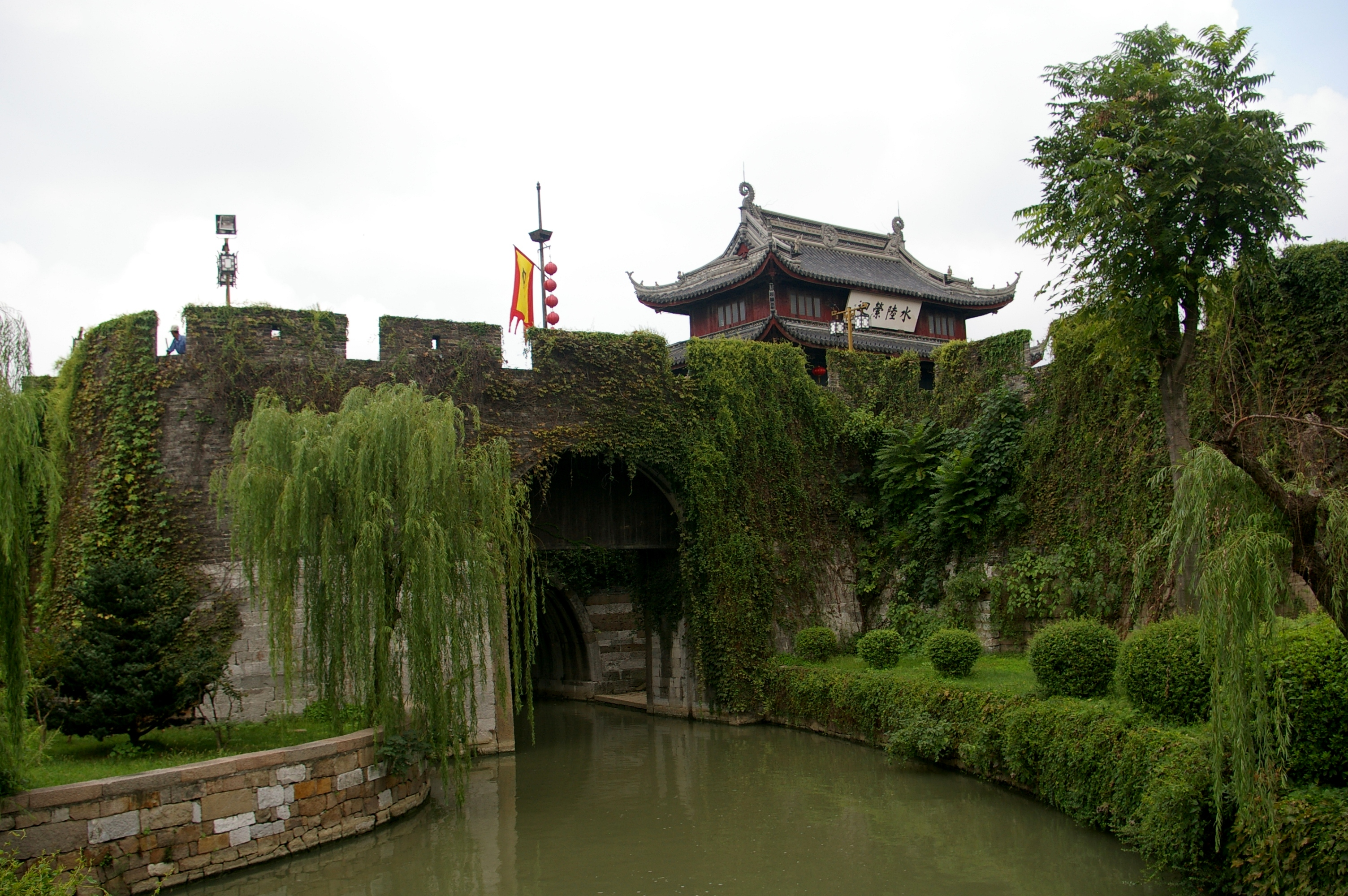
La porte terrestre et la porte fluviale

Panmen ou Pan Men (en chinois traditionnel : 盤門, en chinois simplifié : 盘门|, en pinyin : pánmén) est un site historique célèbre à Suzhou, en Chine.

## Description
Le lieu se situe au coin sud-ouest du canal qui entoure le centre de Suzhou. Construite initialement pendant la période des Royaumes combattants, dans l'état de Wu, les historiens estiment qu'il a environ 2 500 ans. La porte actuelle a été construite pendant la 11e année du règne de Togoontomor (1333-1370) à la fin de la dynastie Yuan (1271-1368).
Panmen constitue une partie de l'ancien rempart de la ville, construit en l'an 514 avant Jésus-Christ, qui entourait et protégeait Suzhou. Panmen était autrefois la seule entrée dans ce rempart.
La porte est également connue en Chine pour son architecture. En effet, elle est composée d'une porte terrestre et d'une porte fluviale, si bien que les Chinois s'y réfèrent en parlant de la « porte de la terre et de l'eau ».

## Zone touristique

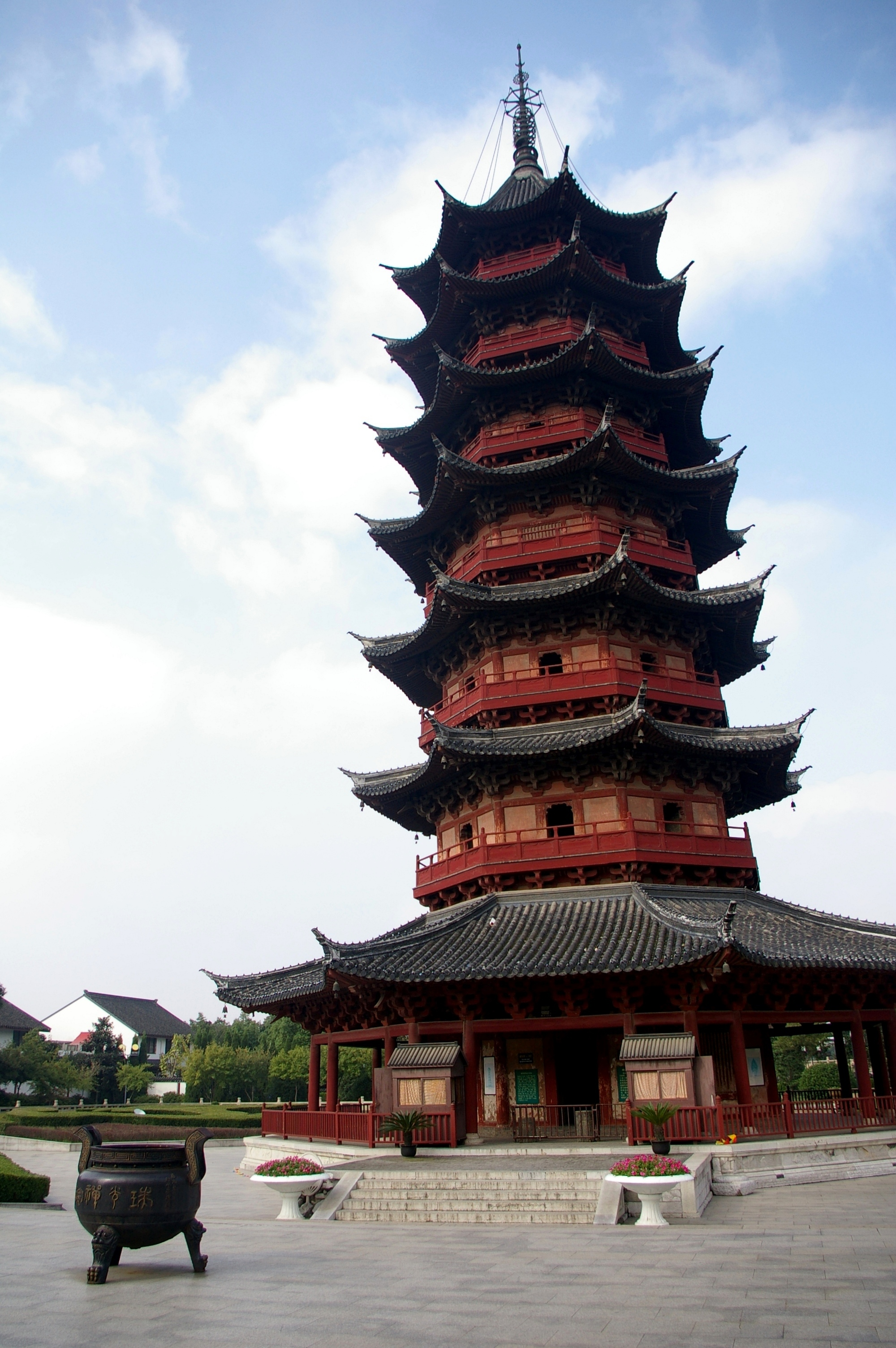
La pagode Ruigang

Le site est inclus dans la zone touristique de Panmen qui comporte trois bâtiments principaux : la pagode Ruiguang qui est la plus ancienne pagode de Suzhou, construite en l'an 247 après Jésus-Christ, le pont de la porte Wu (le plus haut pont de Suzhou à l'époque) et la porte Pan elle-même. La ville de Suzhou a récemment rénové le rempart à cet endroit et a construit plusieurs autres attractions touristiques dans la zone de Panmen.
La pagode Ruigang est faite de briques et de plates-formes en bois et sa base comporte des gravures bouddhistes assez simples.